# The Misandrists
Pour plus de détails, voir Fiche technique et Distribution.
The Misandrists (Les misandristes) est un film allemand écrit et réalisé par Bruce LaBruce en 2017.

## Synopsis
Un jeune homme (Volker) poursuivi par la police se blesse à la jambe en trébuchant dans la forêt. Quand il sort des bois, il voit deux jeunes femmes (Isolde et Hilde) flirtant dans un champ non loin d'une grande maison de campagne. Quand la belle Isolde se rend compte que le jeune homme a des problèmes avec la loi, elle convainc Hilde de l'aider à le cacher dans le sous-sol de la maison, qui se trouve être une école pour filles[réf. nécessaire].

## Fiche technique
- Titre international : The Misandrists
- Titre allemand : Die Misandristinnen
- Réalisation : Bruce LaBruce
- Scénario : Bruce LaBruce
- Producteur : Bruce LaBruce, Paula Alamillo, Jürgen Brüning, Sonja Klümper
- Monteur : Judy Landkammer
- Société de production : Jürgen Brüning Filmproduktion, Amard Bird Films, Raspberry & Cream
- Pays d'origine :  Allemagne
- Langue d'origine : anglais, allemand, danois
- Lieux de tournage : Berlin, Allemagne
- Genre : Drame, romance saphique
- Durée : 91 minutes (1 h 31)
- Date de sortie :
  -  Allemagne
    - 13 février 2017 à la Berlinale
    - 25 octobre 2017 au Pornfilmfestival Berlin (de)
    - 2 novembre 2017

  -  Mexique 11 mars 2017 au Festival international du film de Guadalajara
  -  Turquie 7 avril 2017 au Festival international du film d'Istanbul
  -  Italie 25 mai 2017 (Sicilia Queer FilmFest)
  -  Israël 2017 (Tel Aviv LGBT Film Festival)
  -  République tchèque 1er juillet 2017 au Festival international du film de Karlovy Vary
  -  Pays-Bas 5 juillet 2017 à Rotterdam
  -  Russie 14 juillet 2017 à Moscou
  -  Croatie 27 juillet 2017 au Festival du film de Motovun
  -  Pologne 4 août 2017 au Festival international du film Nouveaux Horizons
  -  France
    - 11 septembre 2017 à L'Étrange Festival
    - 20 novembre 2017 à Chéries-Chéris

  -  Finlande 19 septembre 2017 (Festival international du film d'Helsinki)
  -  Royaume-Uni
    - 23 septembre 2017 au Festival de Raindance
    - 27 septembre 2017 (Scottish Queer International Film Festival)
    - 15 novembre 2017 (Fringe! Queer Film & Arts Festival)

  -  Italie 23 septembre 2017 (Some Prefer Cake Bologna Lesbian Film Festival)
  -  Canada
    - 28 septembre 2017 (Calgary International Film Festival (en))
    - 13 octobre 2017 au Festival du nouveau cinéma de Montréal

  -  Suède 29 septembre 2017 (Cinema Queer International Film Festival)
  -  Espagne 11 octobre 2017 au Festival international du film de Catalogne
  -  Brésil 13 octobre 2017 au Festival international du film de Rio de Janeiro

## Distribution
- Susanne Sachße : la mère supérieure
- Viva Ruiz : sœur Dagmar
- Kembra Pfahler : sœur Kembra
- Caprice Crawford : sœur Barbara
- Grete Gehrke : sœur Grete
- Kita Updike : Isolde
- Olivia Kundisch : Hilde
- Victoire Laly : Ute
- Lina Bembe : Helga
- Til Schindler (de) : Volker
- Dominik Hermanns : le policier